# Isocracia
Uma isocracia é uma forma de governo em que todos os cidadãos têm igual poder político. O termo deriva do grego antigo ἴσος, que significa "igual" e κρατεῖν, que significa "ter poder" ou "governar".
Uma isocracia se expande do direito legal da isonomia para sistemas políticos e econômicos, da igualdade de leis, para a igualdade na governança. Para conseguir isso, uma isocracia combina e expande características de direitos liberais e de domínio democrático. Segundo o nascente movimento político de mesmo nome, uma isocracia incorpora autonomia individual por extensão, consentimento informado e recursos naturais como fonte de renda pública.
Além disso, uma isocracia alega evitar críticas comuns à democracia (por exemplo, Tirania da Maioria e Demagogia) limitando a governança pública à esfera pública e a governança privada à esfera privada. Com proteções incorporadas através de constituições, portanto, não sendo sujeitas aos caprichos da opinião popular, uma isocracia é secular , republicana e não discrimina com base em raça, sexo, etc.
O primeiro uso registrado do termo foi pelo reverendo Sydney Smith em 1845, onde se expressou oposição à ideia de regra igual para "todas as unidades da sociedade"; Smith observou que os jovens não deveriam ter a mesma autoridade que os velhos, e desafiou os isocratas a apoiar o voto e os direitos políticos das mulheres, o que era considerado uma posição extremista na época. O uso posterior da palavra em uma organização política foi feito por Grant Allen na formação do Partido Trabalhista Independente britânico, defendendo direitos iguais para os cidadãos:
"Acreditamos na força e no comando do povo; sob governo do povo, pelo povo e para o povo. Igualdade é o significado literal da palavra isocracia"